# Wahlkreis Linz am Rhein/Rengsdorf
Der Wahlkreis Linz am Rhein/Rengsdorf (Wahlkreis 3) ist ein Landtagswahlkreis in Rheinland-Pfalz. Er umfasst die Verbandsgemeinden Asbach, Bad Hönningen, Linz am Rhein, Rengsdorf-Waldbreitbach und Unkel, die sich alle im Landkreis Neuwied befinden.

## Wahl 2021
Für die Landtagswahl 2021 traten folgende Kandidaten an: Für Ellen Demuth (CDU) rückte im April 2025 Pierre Fischer nach.
| Direktkandidaten | Partei           | Wahlkreisstimmen in % | Landesstimmen in % |
| ---------------- | ---------------- | --------------------- | ------------------ |
| Jürgen Hühner    | SPD              | 25,0 %                | 33,1 %             |
| Ellen Demuth     | CDU              | 40,4 %                | 34,3 %             |
| Nick Baltrock    | AfD              | 6,2 %                 | 6,5 %              |
| Sabine Henning   | FDP              | 6,2 %                 | 5,7 %              |
| Holger Wolf      | Grüne            | 12,7 %                | 9,5 %              |
| Julia Henke      | Die Linke        | 3,0 %                 | 2,1 %              |
| Hermann Bernardy | Freie Wähler     | 6,4 %                 | 4,1 %              |
| –                | Piraten          | –                     | 0,5 %              |
| –                | ÖDP              | –                     | 0,4 %              |
| –                | Klimaliste       | –                     | 0,4 %              |
| –                | Die PARTEI       | –                     | 0,9 %              |
| –                | Tierschutzpartei | –                     | 1,8 %              |
| –                | Volt             | –                     | 0,8 %              |

## Wahl 2016
Die Ergebnisse der Wahl zum 17. Landtag Rheinland-Pfalz vom 13. März 2016: Die Stimmenanzahl stammt aus dem vorläufiges Ergebnis.
| Direktkandidaten                  | Partei       | Wahlkreisstimmen | Landesstimmen |
| --------------------------------- | ------------ | ---------------- | ------------- |
| Birgit Haas                       | SPD          | 30,8 %           | 32,8 %        |
| Ellen Demuth                      | CDU          | 40,6 %           | 38,1 %        |
| Melanie Petri                     | GRÜNE        | 5,8 %            | 5,2 %         |
| Tobias Kador                      | FDP          | 6,8 %            | 6,4 %         |
| Tobias Härtling                   | DIE LINKE    | 2,6 %            | 2,3 %         |
| Hermann Bernardy                  | FREIE WÄHLER | 3,9 %            | 2,2 %         |
| Hans-Joachim Röder                | AfD          | 9,6 %            | 10,7 %        |
| –                                 | Sonstige     | –                | 2,3 %         |
| Wahlberechtigte: 70.173 Einwohner |              |                  |               |
| Wahlbeteiligung: 70,0 %           |              |                  |               |

- Direkt gewählt wurde Ellen Demuth (CDU).

## Wahl 2011
Die Ergebnisse der Wahl zum 16. Landtag Rheinland-Pfalz vom 27. März 2011:
| Direktkandidaten                  | Partei       | Wahlkreisstimmen | Landesstimmen |
| --------------------------------- | ------------ | ---------------- | ------------- |
| Guido Job                         | SPD          | 35,0 %           | 31,9 %        |
| Ellen Demuth                      | CDU          | 42,4 %           | 41,0 %        |
| Uta Schellhaaß                    | FDP          | 4,3 %            | 4,3 %         |
| Elisabeth Bröskamp                | GRÜNE        | 13,1 %           | 15,6 %        |
| Barbara Eckes                     | DIE LINKE    | 2,4 %            | 2,2 %         |
| Rainer Högner                     | Freie Wähler | 2,8 %            | 2,1 %         |
| –                                 | Sonstige     | –                | 4,9 %         |
| Wahlberechtigte: 70.210 Einwohner |              |                  |               |
| Wahlbeteiligung: 63,1 %           |              |                  |               |

- Direkt gewählt wurde Ellen Demuth (CDU).[5]
- Elisabeth Bröskamp (GRÜNE) wurde über die Landesliste (Listenplatz 17) in den Landtag gewählt.[7]

## Wahl 2006
Die Ergebnisse der Wahl zum 15. Landtag Rheinland-Pfalz vom 26. März 2006:
| Direktkandidaten                  | Partei   | Wahlkreisstimmen | Landesstimmen |
| --------------------------------- | -------- | ---------------- | ------------- |
| Renate Pepper                     | SPD      | 42,6 %           | 41,4 %        |
| Erwin Rüddel                      | CDU      | 47,5 %           | 41,1 %        |
| Uta Schellhaaß                    | FDP      | 6,9 %            | 7,7 %         |
| –                                 | GRÜNE    | –                | 3,9 %         |
| Oliver Reffgen                    | ödp      | 0,8 %            | 0,2 %         |
| Erich Richter                     | WASG     | 2,3 %            | 1,8 %         |
| –                                 | Sonstige | –                | 4,0 %         |
| Wahlberechtigte: 69.847 Einwohner |          |                  |               |
| Wahlbeteiligung: 60,1 %           |          |                  |               |

- Direkt gewählt wurde Erwin Rüddel (CDU),[8] der 2009 aufgrund seiner Wahl in den Deutschen Bundestag sein Landtagsmandat niederlegte. Seine Nachfolgerin im Landtag wurde Gisela Born-Siebicke.
- Renate Pepper (SPD) wurde über die Landesliste (Listenplatz 7) und Uta Schellhaaß (FDP) über die Bezirksliste (Listenplatz 3 im Bezirk 1) gewählt.[10]

## Wahlkreissieger
| Wahl | Name            | Partei | Stimmenanteil |
| ---- | --------------- | ------ | ------------- |
| 1991 | Werner Wittlich | CDU    | 47,4 %        |
| 1996 | Werner Wittlich | CDU    | 49,1 %        |
| 2001 | Erwin Rüddel    | CDU    | 45,7 %        |
| 2006 | Erwin Rüddel    | CDU    | 47,5 %        |
| 2011 | Ellen Demuth    | CDU    | 42,4 %        |
| 2016 | Ellen Demuth    | CDU    | 40,6 %        |
| 2021 | Ellen Demuth    | CDU    | 40,4 %        |